# Kopermolen

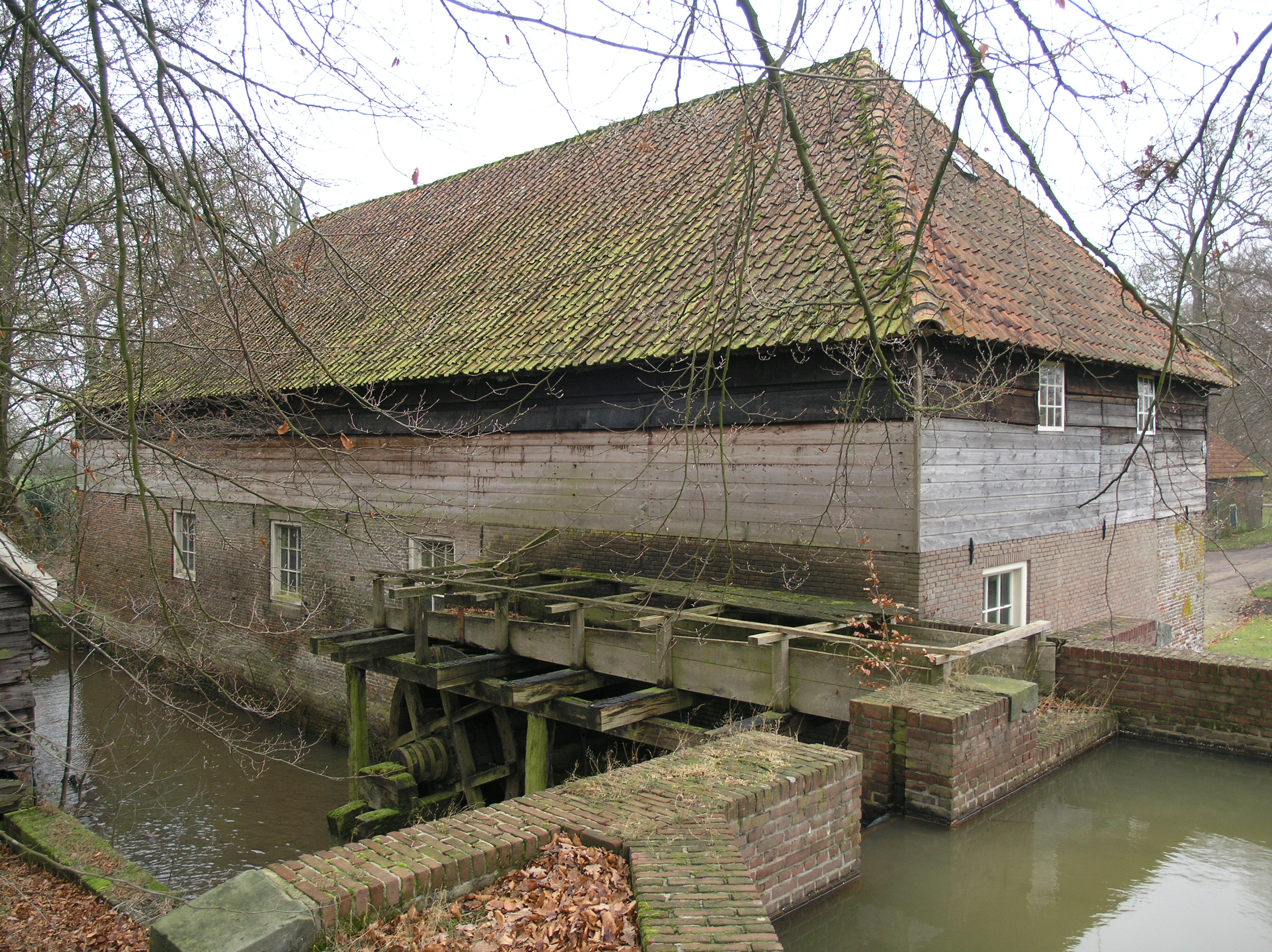
De Kopermolen bij Epe

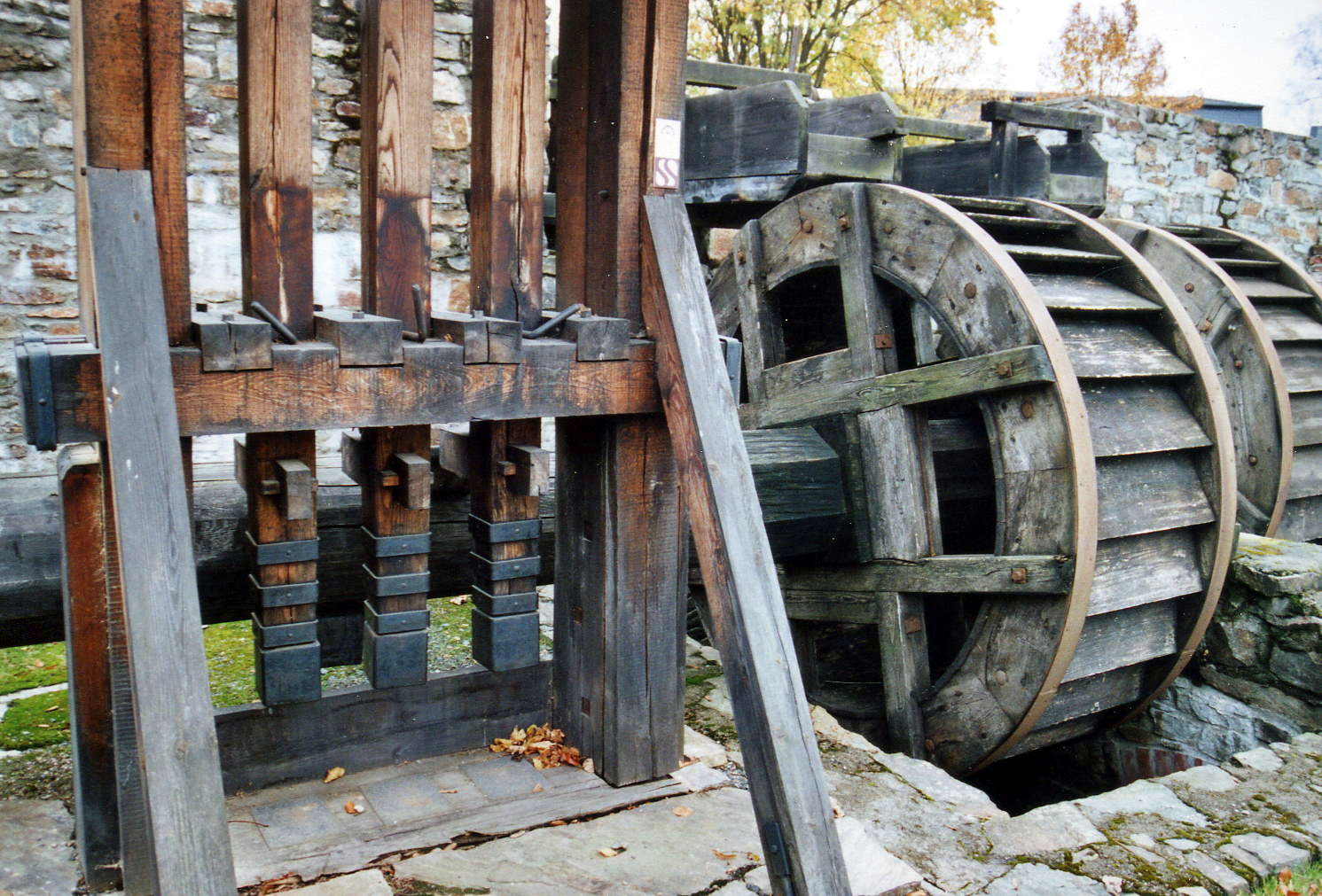
Kopermolen in Duitsland

Een kopermolen is een molen, meestal een watermolen, een rosmolen of een combinatie van die twee, waar koperen platen werden geslagen. Deze platen werden gebruikt voor het maken van munten (duitenplaten), voor de scheepsbouw en voor brouwketels en dergelijke. Ook werden kleine gebruiksvoorwerpen zoals vingerhoeden in een kopermolen gemaakt.

## Aandrijving
Door water aangedreven kopermolens ontstonden in Nederland met name op de Veluwe, en zijn een voorbeeld van vroege industrialisatie in de 18e eeuw. Ook in de 16e eeuw waren er echter al kopermolens in Nederland. Door de opkomst van de stoommachine verdwenen de meeste in de eerste helft van de 19e eeuw. Sommige kregen een andere functie zoals houtzaagmolen.

## Inrichting
Een kopermolen had een smeltoven en één of meerdere gloeiovens. De ovens hadden door de molen aangedreven blaasbalgen. Het koper werd tot platen geslagen door een door een wentelas aangedreven hamer.

## Enkele voorbeelden
- De Hollander te Rozendaal
- De Nederlandse plaats Klarenbeek is ontstaan nadat er in 1733 een kopermolen werd opgericht, die voor veel werkgelegenheid zorgde.
- De kopermolen bij Epe
- De Amsterdamse Kopermolen te Vaassen
- Griftsche molen te Vaassen
- De Rotterdamse Kopermolen" aan de Wenumsche beek (in Wenum, Apeldoorn) en benedenstrooms de, nog bestaande, "Nieuwe Molen" of De Wenumse Molen.

beukmolen ·
blauwselmolen ·
cacaomolen ·
hennepklopmolen ·
ijzermolen ·
koldermolen ·
kopermolen ·
korenmolen ·
krijtmolen ·
kruitmolen ·
loodwitmolen ·
mosterdmolen ·
moutmolen ·
oliemolen ·
papiermolen ·
pelmolen ·
pepermolen ·
poldermolen ·
schelpzandmolen ·
schorsmolen ·
slijpmolen ·
snuifmolen ·
specerijenmolen ·
spinmolen ·
trasmolen ·
verfmolen ·
volmolen ·
zaagmolen